# Самоникле лековите биљке Србије
У богатој флори Србије, поготово југоисточне, успева велики број врста чији се састојци користе у фармацеутској индустрији и медицини, како званичној тако и народној. Списак фармацеутски употребљивих биљака се повећава истраживањима нових лековитих врста. Неке од њих заједно са основним лековитим дејствима дате су у наредној табели.
Напомена: Брање и дистрибуцију лековитог биља у Србији регулише закон („Службени гласник РС”, број 36/09.) а посебно је дефинисано Правилником о проглашењу и заштити строго заштићених и заштићених дивљих врста биљака, животиња и гљива: Прилог II – комерцијалне врсте. То у пракси значи да комерцијално брање биљака подлеже дозволама, које се траже од надлежног министарства. Природа није неисцрпан ресурс, стога се ставља све већи нагласак на њено одрживо управљање, а држава има обавезу да спречава све растући притисак на њу. Зато је на пример у заштићеним добрима неорганизовано брање биљака, чупање и уништавање вегетације забрањено и кажњиво. Понашање у резерватима природе, националним парковима итд. путем чуварске службе (ренџери) контролише надлежни управљач датог добра.
| Научно име врсте                     | Народно име        | Лековито дејство                                                                                                |
| ------------------------------------ | ------------------ | --- |
| Achillea millefolium                 | хајдучка трава     | диуретик, адстригент, антипиретик, уринарни антисептик, хипотензив                                              |
| Adonis vernalis                      | гороцвет           | кардиотоник, диуретик, седатив                                                                                  |
| Agrimonia eupatoria L.               | петровац (биљка)   | адстригент, вулнерар, антидијароик, антибактеријал, коагулант                                                   |
| Agropyrum repens (L.) Beauv.         | пиревина           | диуретик |
| Alchemilla vulgaris L.               | вирак              | адстригенс, антихеморагик, тоник                                                                                |
| Allium ursinum L.                    | сремуш             | антихелминтик                                                                                                   |
| Althaea officinalis L.               | бели слез          | антитусик, емолиент, демулцент, диуретик, антилитик                                                             |
| Anagallis arvensis L.                | видовчица          | народни лек тоник, седатив                                                                                      |
| Antennaria dioica L.                 | смиље              | народни лек хемостиптик, холагог, хипотензив                                                                    |
| Anthyllis vulneraria L.              | детелина камењарка | народни лек астригент, епителизант                                                                              |
| Arctium lappa L.                     | чичак              | диуретик, катаплазма, јачање апетита                                                                            |
| Arctostaphyllos uva-ursi (L.) Spreng | медвеђе грожђе     | диуретик, уринарни антисептик, адстригенс                                                                       |
| Artemisia absinthium L.              | пелен              | амарум ароматикум, стомахик, холеретик, антипаразитик, јачање имунитета                                         |
| Arum maculatum L.                    | козлац             | народни лек за: хемороиде, бронхитис, псоријазе и др.                                                           |
| Asarum europaeum L.                  | копитњак           | недовољно проучена биљка експекторанс, еметик, вермифуг, диуретик                                               |
| Asparagus officinalis L.             | шпаргла            | дијететик, диуретик, средство за чишћење и мршављење                                                            |
| Asperula odorataL.                   | лазаркиња          | диуретик, дезифицијенс, спазмолитик, венотоник, антифлогистик, ароматик                                         |
| Atropa belladonna L.                 | велебиље           | мидриатик, спазмолитик, антиастматик, аналгетик                                                                 |
| Bellis perennis L.                   | красуљак           | народни лек диуретик, дијафоретик, депуратив, лаксатив, адстригенс, антиинфламатор                              |
| Berberis vulgaris L.                 | шимширика          | холагог, антиеметик, холеретик, холекинетик, антимикотик, бактерицид                                            |
| Betula pendulaROTH.                  | бреза              | лечење бубрежних болести, антипаразитик                                                                         |
| Calamintha officinalis Moench        | дивљи босиљак      | народни лек ароматизант, седатив, спазмолитик, диуретик, дигестив, карминатив, стимулант                        |
| Capsella bursa-pastoris(L.) Medic.   | хоћу-нећу          | антихеморагик, уринарни антисептик, депресант ЦНС                                                               |
| Carlina acaulisL.                    | вилино сито        | народни лек, диуретик, дијафоретик, холагог, дерматолитик, спазмолитик, седатив, тоник                          |
| Castanea sativa Mill.                | питоми кестен      | адстригент, антитусик, антиреумати                                                                              |
| Centaurium umbellatum Gilib.         | кичица             | амаро ароматик, антипиретик, антидијабетик                                                                      |
| Chelidonium majus L.                 | руса               | холагог, благи седатив, бактерицид, цитостатик, спазмолитик, аналгетик, локални анестетик                       |
| Cichorium intybus L.                 | цикорија           | народни лек, средство за јачање, помаже варење хране, стимулише излучивање мокраће                              |
| Cornus mas L.                        | дрен               | адстригенс, антидијароик, фебрифуг, антимикроб                                                                  |
| Corylus avellana L.                  | леска              | адстригенс, фебрифуг, антиинфламатор, депуратив                                                                 |
| Crataegus oxyacantha L.              | црвени глог        | кардиотоник, коронарни вазодилататор, хипотензив, благи депресант ЦНС, геријатрик                               |
| Datura stramonium L.                 | татула             | спазмолитик, антиастматик, анестетик, седатив                                                                   |
| Daucus carota L.                     | мрква              | дијететик, диуретик, антилитик, карминатив, антисклеротик, лаксанс, витаминизант, спазмилитик                   |
| Digitalis lanata Ehrh.               | бесниче            | кардиотоник |
| Drosera rotundifolia L.              | росуља             | народни лек: антиспазмодик, демулцент, експекторанс, релаксатор бронхијалне мускулатуре                         |
| Eupatorium cannabinum L.             | ресник (биљка)     | народни лек: холагог, лаксатив, диуретик, дијафоретик, еметик, благи хипотезив                                  |
| Equisetum arvenseL.                  | раставић           | благи диуретик, аринарни антисептик, антихеморагик, профилактик, локални стиптик, епителизант, туберкулостатик  |
| Euphrasia officinalis                | видова трава       | антикатарал, адстригенс, антиинфламатор                                                                         |
| Ficaria verna                        | златица (биљка)    | народни лек - аналгетик, хемостиптик, антихемороидал, венотоник, адстригент, локални демулцент                  |
| Fragaria vesca                       | шумска јагода      | дијететик, диуретик, хемостиптик, хипотензив                                                                    |
| Fraxinus excelsior L.                | бели јасен         | народни лек, диуретик, дијафоретик, лаксанс, антиреуматик, антихелминтик                                        |
| Galega officinalis L.                | ждраљевина         | углавном је народни лек, антидијабетик, стимулатор секреције, средство за освежење организма                    |
| Galium verum L.                      | ивањско цвеће      | народни лек, диуретик, ретко као дијафоретик и спазмолитик                                                      |
| Geranium macrorrhizum L.             | здравац            | народни лек, адстригенс, тоник, благи седатив, умерени антимикроб                                               |
| Geum urbanum L.                      | зечја стопа        | антидијароик, антихеморагик, фебрифуг, општи тоник, адстригенс                                                  |
| Glycyrrhiza glabra                   | сладић             | експекторанс, бактериостатик, антивирус, антифлогистик, спазмолитик                                             |
| Gentiana luteaL.                     | линцура            | amarum purum, антиинфламатор                                                                                    |
| Gratiola officinalis L.              | прољевак           | народни лек, лек за срце, хомеопатска дрога, антиреуматик, пургатив, диуретик                                   |
| Hedera helix L.                      | бршљан             | експекторанс, секретолитик, антиспазмодик, антицелулитик                                                        |
| Hypericum perforatum                 | кантарион          | седатив, адстригенс, антисептик, аналгетик                                                                      |
| Marrubium vulgare                    | очајница           | експекторанс, спазмолитик, холеретик, холагог                                                                   |
| Matricaria chamomilla                | камилица           | карминатив, спазмолитик, благ седатив, антисептик, антикатарактик, стомахик                                     |
| Melissa officinalis L.               | матичњак           | карминатив, антиспазмодик, дијафоретик, седатив, дигестив, ароматизант, холерик, еменагог, антимикроб, нервинум |
| Mentha pulegium                      | метвица            | карминатив, антиспазмодик, дијафоретик, емнагог, холагог, стомахик, експекторанс                                |
| Ononis spinosaL.                     | зечји трн          | диуретик |
| Origanum vulgare L.                  | вранилова трава    | седатив, секретолитик, карминатив, дигестив, стомахик, антисептик, ароматизант, аперитив                        |
| Plantago lanceolata L.               | боквица            | антисептик, антидијароик, експекторанс, бактерицид, диуретик, антихеморагик                                     |
| Salvia officinalis                   | жалфија            | антисептик, антидијароик, спазмолитик, карминатив                                                               |
| Symphytum officinale L.              | гавез              | вулнерар, ћелијски пролиферант, адстригенс, хемостатик, демулцент                                               |
| Tamus communis                       | бљушт              | народни лек: код реуматских болести (спољашња употреба)                                                         |
| Taraxacum officinale WEB.            | маслачак           | диуретик, холагог, антиреуматик, лаксатив                                                                       |
| Tilia cordata MILL.                  | ситнолисна липа    | седатив, спазмолитик, диуретик, дијафоретик, благ адстригенс                                                    |
| Urtica dioica L.                     | коприва            | диуретик, антихеморагик, антидијабетик                                                                          |
| Valeriana officinalis                | одољен             | седатив, благи аналгетик, хипнотик, спазмолитик, карминатив, хипотензив                                         |
| Verbascum phlomoides L.              | дивизма            | експекторанс, диуретик, антиреуматик, вулнерар, аналгетик, хипотоник                                            |